# ダストガー
ダストガー (Dastgāh, ペルシア語: دستگاه)はペルシア伝統音楽の旋法体系である。ペルシア芸術での音楽は12の主要なモード体系またはダストガーから構成される。現存するダストガーは50以上といわれるが、理論家の間では主に12のダストガーが取り扱われる。ダストガーは即興演奏を行う上での基礎となる旋律の集まりともいえる。
それぞれのダストガーは7つの基本的な音から構成され、その他の音が装飾音や転調に使用される。それぞれのダストガーは特定の旋法の種類であり、楽曲の発展を示すあらかじめ確立されている音の順序とその連なり、そして365個のグーシェ(gusheh)と呼ばれる核となる旋律が基礎となっている。グーシェは個々の演奏者が音楽的な経験を通して認知して行くとされる。このグーシェを元に旋律を構築し音楽を発展させるプロセスは個人的に学習されるものであり、非常に緻密で奥深い芸術的な伝統であるとされる。グーシェの完全なコレクションについてはラディーフを参照。
2009年9月28日から10月2日にかけて、アラブ首長国連邦のアブダビで開催されたユネスコの「無形文化遺産の保護に関する条約」にて、ラディーフは無形文化遺産に公式登録された。
ダストガーの体系は、アラブ音楽のマカームに大きな影響を与えてきた。両者はともにサーサーン朝で発展した音楽を源流としており非常に深い関わりがある。サーサーン朝で発展した音楽の旋律は、7世紀のイスラーム教徒のペルシア征服後イスラム圏に流入した。
12のダストガーとグーシェの体系は19世紀に優れた音楽家の手で編纂され、当時とほぼ同じ姿を保っている。当時の音楽家のなかでもミルザー・アブドッラー (1843–1918)の功績が大きく、それ以降は新しいダストガーやグーシェは編入されていない。現代でもアーヴァーズ(āvāz)やダストガーの発展があるとはいえ、既存のダストガーやグーシェを拡張もしくは借用したものであり、新しい規範となるものではない。

## ダストガーの用語
ダストガーという用語は西洋音楽でのモードという用語とよく対比されるが、必ずしも一致するものではない。ダストガーとは通常楽曲の初期に使用されるモードの名称であり、楽曲の発展の中で何度も参照されて、さらに伝統に則りグループ化された複数のモードの中でどのグループを使用するかを特定する。つまり、ダストガーとはグループ化されたモードの集合的なタイトルであり、かつそれらのグループで初めに使用されるモードの名称でもある。
演奏者視点でのダストガーという言葉の語源は「（楽器演奏の際の）手(dast)の位置(gāh)」としての関連がある。ペルシア語としてはダストガーという言葉は「体系、システム」という意味を持ち、「全体として統合されているにもかかわらず柔軟性をも有し、組織立てられた階層構造を持つ分離した異質な要素の集合」である。
ペルシア音楽の伝統的な分類では、アブー・アター、ダシュティー、アフシャーリー、バヤーテ・トルクはシュールから派生したものと考えられる。同様にバヤーテ・エスファハーンはホマーユーンから派生したものと定義される。
このように主要なダストガーは合計7つあるとされ、伝統的な体系の中での派生形は"アーヴァーズ"と呼ばれる。

## 7つのダストガー
派生形である「アーヴァーズ」は独立したダストガーとして扱われることもあるが、イラン音楽の専門用語の使用法としては正しくない。
以下、音名に付加された+は1/4音高いことをあらわす(微分音)。
- セガーフ（Segāh, セガーフはペルシア語で「第三番目」の意。アラブのスィカーフ、トルコのセギャーフの語源）
C,D,Eb(主音;シャーヘド),F,G,Ab,Bb(変化音;モテガイル音,狭い範囲で高低に動かし得る音),C

- チャハールガーフ（Chahārgāh, チャハールガーフはペルシア語で「第四番目」の意。トルコのチャハールギャーフの語源）
C(主音;シャーヘド),Db,E,F,G,Ab,B,C

- ラーストパンジュガーフ（Rāstpanjgāh, ラーストはペルシア語で「真なるもの」、パンジュガーフは「第五番目」を意味する。「第5度上のラースト」）
F(主音;シャーヘド),G,A,Bb,C,D,Eb,F

- シュール（Šur）
E(主音;シャーヘド),F+,G,A,B,C,D,E
―以下は派生形(アーヴァーズ)
・バヤーテ・トルク（Bayāt-e tork, トルコ人のバヤート）
E,F+,G(主音;シャーヘド),A,B,C,D(終止音;イースト),E
音がEより下に行くことがない
・アブー・アター（Abu ‘atā）
E,F+(終止音;イースト),G,A(主音;シャーヘド),B,C,D,E
あるいはE,F+(出発音アーガーズ＆終止音イースト),G,A(主音シャーヘド),B,C,D,Eとも。
・アフシャーリー（Afshāri, アフシャール部族）
E,F+(終止音;イースト),G,A(主音;シャーヘド),Bb(変化音;モテガイル音),C,D,E
・ダシュティー（Dashti, 草原）
E(終止音;イースト),F+,G(出発音;アーガーズ),A,B(あるいはBb,主音シャーヘド＆変化音モテガイル),C,D,E

- マーフル（Māhur）
C(主音;シャーヘド),D,E,F,G,A(変化音,Abに変化する場合もある;モテガイル音,狭い範囲で高低に動かし得る音),B,C
ダストガーフ・マーフールに含まれる重要なグーシェ（gūshe）として次の名前が挙げられる。マーフル（もしくはダルアーマド Dar-āmad、高み）、ダード（Dād, 叫び）、ホスロヴァーニー（Khosrovāni, ホスロー王の旋律）、ヘサール（Hesār, 砦）、デルケシュ（Delkesh, 魅惑）、シェキャステ（Shekaste, 傷心）、アラーク（‘arāq, イラク）、ラーキ（Rāk, ラーガ）、サーキーナーメ（Sāqīnāme, 酔人の書）、スーフィーナーメ Sūfīnāme, 神秘主義者の書）

- ホマーユーン(Homāyoun)
G(主音),Ab,B,C,D,Eb,F,G
―以下は派生形(アーヴァーズ)
・バヤーテ・エスファハーン（Bayāt-e Esfahān, エスファハーンのバヤート）
C(主音;シャーヘド),D,Eb,F,G,Ab(終止音;イースト),B,C

- ナヴァー（Navā, ナヴァーはペルシア語で「旋律」を意味する。アラブのナワー、トルコのネヴァーの語源）
D,Eb(終止音;イースト;不安定に途切れる),F,G(主音;シャーヘド),A,Bb,C,D

## 参考資料
- Farhat, Hormoz (2004), The Dastgah Concept in Persian Music, Cambridge University Press, ISBN 0521542065
- During, Jean (1996). "Dastgāh". Encyclopaedia Iranica. Vol. 7. london: Routledge & Kegan Paul.

## 他の文献
- Hormoz Farhat, The Dastgāh Concept in Persian Music (Cambridge University Press, 1990). ISBN 0-521-30542-X, ISBN 0-521-54206-5 (first paperback edition, 2004). For a review of this book see: Stephen Blum, Ethnomusicology, Vol. 36, No. 3, Special Issue: Music and the Public Interest, pp. 422–425 (1992): JSTOR.
- Ella Zonis, Classical Persian Music: An Introduction (Harvard University Press, 1973)
- Lloyd Clifton Miller. 1995. Persian Music: A Study of Form and Content of Persian Avaz, Dastgah & Radif Dissertation. University of Utah.
- Bruno Nettl, The Radif od Persian Music: Studies of Structure and Cultural Context (Elephant & Cat, Champaign, 1987)
- Ella Zonis, Contemporary Art Music in Persia, The Musical Quarterly, Vol. 51, No. 4, pp. 636–648 (1965). JSTOR